# ジアルジア症
ジアルジア症（ジアルジアしょう、giardiasis）とは鞭毛虫であるランブル鞭毛虫 (Giardia lamblia) を原因とする寄生虫病である。食品や水に含まれるシストを摂取することにより感染する。
人獣共通感染症であり、ランブル鞭毛虫はヒトを含む多くの哺乳類の消化管で増殖する。ヒトでの一般的な症状は下痢性胃腸炎である。日本では感染症法施行規則により五類感染症（全数把握疾患）に指定されており、診断した医師には届け出が義務づけられている。
本稿では、主にヒトの感染症について記述する。

## 特徴
ジアルジア症は下痢と腹痛を特徴とする胃腸炎である。鼓腸、膨満、疲労、吐き気、嘔吐、体重減少などを伴うが、患者によっては吐き気や嘔吐が主症状となることもある。病原体を摂取したあと、7日から10日程度の潜伏期間を経て症状が出る。これは2–4週間でおさまるが、乳糖不耐症の場合には6ヶ月続くこともある。程度は様々で、無症状キャリアも多い。自然治癒するが、免疫不全の場合には慢性化し胆嚢・胆管炎を併発することが多い。

## 疫学

### 地域分布
全世界的にはありふれた感染症で、世界中のほとんどの国で有病地を抱えている。特に熱帯・亜熱帯地域に感染者が多く、感染率は1-2割に達する。有病率が20%を超える国もあり、約2億人が感染している。
特にインド周辺を旅行した者の感染が増えており、旅行者下痢症 (traveler's diarrhea) の1つとして注目されている。現在の日本人の感染者は、海外旅行者に多く赤痢菌、下痢原性大腸菌やアメーバ赤痢などとの混合感染例が多いとされている。南アジア、東南アジアなどを旅するバックパッカーの間では、ゲップが卵臭くなることから卵ゲップ病として知られる。
一方、欧米の都市化された地域でも、水道管に汚染水が混入したことによる集団感染が起きている。
日本では第二次世界大戦後の動乱期（1956年頃まで）に感染率が3〜6%であった。日本でも戦後すぐには感染率が数%だったとされている。現在、感染事例は年間100例前後でそのほとんどは輸入感染例であり、感染率は1%未満と考えられている。ただし飼育犬の1割以上から検出された例があり、また厚生省（当時）の調査で水源水域282地点中24地点で検出されたことがあるため、潜在的なリスクは現在でも無視できない。

### 感染経路
感染様式は糞口経路で、主な感染経路は感染患者や汚染された飲食物である。ヒト－ヒトの接触や食品を介した小規模な集団感染と、飲料水を介した大規模な集団感染が知られている。浄水場における通常の浄水処理で完全に除去することは困難で、塩素消毒にも抵抗性を示す。
ランブル鞭毛虫は食品や水に含まれるシストを摂取することにより感染する。感染源としては生水、生野菜、生ジュースなどが主であり、一見きれいにみえる渓流の水などが危険である。キャンプをしたり、川やビーバーダムのようなところで泳いだりすると感染することがあり、それゆえジアルジア症には「ビーバー熱」という俗称がある。また人間やペット、動物の糞便から感染することもある。キャンプ場、デイケアセンターなどで感染するほか、飲料水由来の蔓延がおきたり、感染した家族からうつることもある。生食や、井戸や水道水、食器などが汚染されたことが原因になることもある。感染しても症状が出るとは限らないが、無症候性キャリアとなる場合がある。また性的接触による感染も知られている。

### 予防
シストは湿った条件下では強い耐久性があり、水中で数ヶ月生存し、−20℃でも10時間まで生存できる。塩素処理にもある程度の抵抗性があり、クロラミン処理ではほとんど死なない。一方で熱処理には弱く、60℃数分の加熱で死ぬ。したがって野外での飲料水浄化法としては濾過や煮沸が推奨される。汲み置いて上澄みをすくうだけではランブル鞭毛虫を充分防ぐことは出来ない。

## 治療と診断

### 症状
感染者の多くは無症状で、便中に持続的に嚢子（ジアルジア症の病原体）を排出しており、感染源として重要視される。
主な臨床症状は非血性で水様 または泥状便の下痢、体重減少、腹痛、悪心、脂肪便、衰弱感などで、発熱は少ない。下痢は有症症例では出現確率が多い。排便回数は患者により様々。

### 病原診断
患者の糞便から原虫を検出。

### 治療
ジアルジアの治療には、感受性のある抗原虫薬が使用がされる。

## ヒト以外への感染
ネコは簡単に治癒し、仔ヒツジでは体重が減るだけだが、仔ウシの場合は致死的なこともあり、抗生物質や電解質を与えても効かないことも多い。一方、無徴候でキャリアとなる仔ウシもいる。チンチラでは致死的なので安全な水を与えるように特別の警戒が必要である。
イヌの場合は深刻で、犬舎にいる1歳未満のイヌの3割ほどが感染している。犬舎での処置は、感染した犬を特定して隔離するか、あるいは単に全部の犬を治療し、その後犬舎全体を消毒する。シストは最低1ヶ月は生存しているため、その間は運動のための草場は汚染されていると考えるべきである。予防のためには最低20日間隔離しておき、あまり多くのシストがないように給水設備を管理することが挙げられる。

## 過去の痕跡
2500年以上前のエルサレムの遺跡調査を通じて、過去の人々がジアルジア症に感染していた痕跡が見出されている。